# Angina

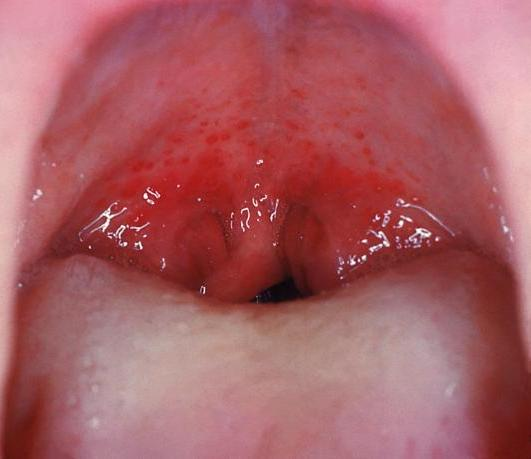
Paciorkowcowe zapalenie gardła

Angina (łac. angina, zapalenie gardła) – w najczęstszym rozumieniu ostre zapalenie migdałków podniebiennych i błony śluzowej gardła, wywołane przez bakterie paciorkowce β-hemolizujące z grupy A. Jest chorobą zakaźną przenoszoną drogą kropelkową.

## Objawy
Jest to ogólna toksemia, stąd objawy nie ograniczają się tylko do lokalnych zmian na migdałkach (i to klinicznie odróżnia anginę od zapalenia migdałków czy gardła innego pochodzenia). Głównymi objawami są:
- gorączka, zwykle bardzo wysoka
- wymioty (tylko u małych dzieci – do 7. roku życia)
- poczucie rozbicia
- bóle kostno-stawowe
- zmiany miejscowe na migdałkach: początkowo ból (często bardzo silny, utrudniający połykanie, a nawet mowę), zaczerwienienie, rozpulchnienie (w skrajnych przypadkach prowadzące do mechanicznej niedrożności gardła), a do około 48 godzin od wystąpienia objawów bólowych pojawiają się masywne, śluzowo-ropne naloty.

## Możliwe powikłania i leczenie
Ze względu na podobieństwo antygenów bakteryjnych do niektórych antygenów występujących w organizmie ludzkim, istnieje zagrożenie, że wytworzone przeciwciała przeciwko bakteriom zaczną reagować z własnymi tkankami. Istnieje ryzyko takich chorób autoimmunologicznych jak gorączka reumatyczna i zapalenie kłębuszków nerkowych, a także powikłaniami miejscowymi jak ropień okołomigdałkowy czy u dzieci ropień zagardłowy.
W leczeniu potrzebne jest niezwłoczne zastosowanie antybiotyków skutecznych przeciw paciorkowcom z grupy A, z grupy penicylin. Związane jest to z brakiem oporności tych bakterii na tę grupę antybiotyków. W wypadku uczulenia na penicylinę zaleca się cefalosporyny o wąskim spektrum działania, ewentualnie w razie nadwrażliwości typu natychmiastowego makrolidy i klindamycynę. W nawrotach zaleca się podawanie cefadroksylu lub klindamycyny.
Powikłaniem nawracających zakażeń bakteryjnych bywa przerost migdałków.
Wskazane jest przebywanie na świeżym powietrzu około godzinę dziennie, najlepiej w godzinach wieczornych.
Objawami może być również uciążliwy katar oraz bóle głowy.
Do innych powikłań należą również:
- zapalenie zatok przynosowych,
- zapalenie ucha środkowego,
- zapalenie wyrostka sutkowatego,
- zapalenie opon mózgowo-rdzeniowych,
- zapalenie płuc,
- infekcyjne zapalenie wsierdzia.

## Klasyfikacja ICD10
| kod ICD10     | nazwa choroby                                                      |
| ------------- | ------------------------------------------------------------------ |
| ICD-10: J03   | Ostre zapalenie migdałków                                          |
| ICD-10: J03.0 | Zapalenie migdałków paciorkowcowe                                  |
| ICD-10: J03.8 | Zapalenie migdałków spowodowane innymi określonymi drobnoustrojami |
| ICD-10: J03.9 | Nieokreślone ostre zapalenie migdałków                             |